# Rhyacophila chembo
Rhyacophila chembo är en nattsländeart som beskrevs av Schmid 1970. Rhyacophila chembo ingår i släktet Rhyacophila och familjen rovnattsländor. Utöver nominatformen finns också underarten R. c. lartsepa.